# Hanna Hacker (Verfassungsrichterin)
Hanna Hacker (geboren im 20. Jahrhundert) ist eine deutsche Staatsbürgerin. Von 1998 bis 2008 war sie Richterin am Bayerischen Verfassungsgerichtshof.

## Leben
Auf Vorschlag der CSU-Fraktion wurde Hanna Hacker am 28. November 1998 als nichtberufsrichterliches Mitglied des Bayerischen Verfassungsgerichtshofes vom Bayerischen Landtag für fünf Jahre gewählt. Am 9. Dezember 2003 wurde sie wiedergewählt. Sie übte das Ehrenamt bis 2008 aus.